# لويز إمونز
لويز إمونز (بالإنجليزية: Louise Emmons) هي ممثلة أمريكية، ولدت في 1852 في ألمانيا، وتوفيت في 6 مارس 1935 في هوليوود في الولايات المتحدة.

## وصلات خارجية
- لويز إمونز على موقع IMDb (الإنجليزية)
- لويز إمونز على موقع أول موفي (الإنجليزية)
- لويز إمونز على موقع قاعدة بيانات الأفلام السويدية (السويدية)
- لويز إمونز على موقع قاعدة بيانات الفيلم (الإنجليزية)
- لويز إمونز على موقع كينوبويسك (الروسية)